# Alessandro D'Ortenzi
Alessandro D'Ortenzi detto Zanzarone (Roma, 30 marzo 1942 – Rieti, 17 febbraio 2022) è stato un criminale italiano, e fiancheggiatore dell'organizzazione malavitosa romana Banda della Magliana.

## Biografia
Malavitoso con precedenti per associazione per delinquere, rapina, furti, ricettazione e detenzione di armi, legato alle batterie di malavitosi orbitanti nella zona di Testaccio, D'Ortenzi fu uno dei nove detenuti del carcere delle Murate di Firenze, che, durante l'alluvione che colpì la città toscana, il 4 novembre 1966, mentre molti altri carcerati approfittarono dell'evento per evadere, si rese protagonista di una serie di salvataggi di detenuti, nella prigione ormai invasa dalle acque. Per questo motivo ricevette la grazia dall'allora Presidente della Repubblica Italiana, Giuseppe Saragat.
Verso la fine degli anni settanta prese parte a una serie di riunioni segrete tenutesi nella residenza del criminologo nero Aldo Semerari a Castel San Pietro (Rieti) e in quella del professor De Felice a Poggio Catino, dove esponenti dell'eversione di destra, della criminalità organizzata e di frange deviate degli apparati di sicurezza si ritrovavano con l'obiettivo di pianificare strategie atte alla destabilizzazione dell'ordine democratico.
«Certo non giocavamo a briscola, era il momento del terrorismo rosso - racconta - e si parlava di destabilizzare il Paese con la compiacenza di quella gente. Una volta che il Paese fosse caduto nel caos, si sarebbe arrivati a prendere il potere e si sa bene che a noi della destra piace il potere. Cercai di far aderire al movimento "Costruiamo l'azione", capeggiato da Semerari, sia Abbatino che Edoardo Toscano, ma loro non vollero pur restando dalla mia parte».
Fu infatti lo stesso D'Ortenzi, poi, a mettere in contatto la Banda della Magliana con Semerari, il quale propose loro assistenza, con perizie compiacenti in caso di arresti, in cambio di una serie di attentati dinamitardi nella capitale e di una serie di sequestri di persone da lui indicate. Nonostante il rifiuto di quelli della Magliana, Semerari rimase comunque un contatto importante per il gruppo, al punto da divenire lo psichiatra di fiducia della banda.
D'Ortenzi ricoprì una posizione marginale all'interno della Banda della Magliana ma, dati i suoi trascorsi giudiziari e una certa familiarità con diversi specialisti in psichiatria, venne spesso utilizzato per ottenere perizie psichiatriche compiacenti.
Nel febbraio del 1979 una retata notturna portò in carcere, con l’accusa di sequestro di persona e riciclaggio, 29 persone tra cui Maurizio Abbatino, Franco Giuseppucci, Edoardo Toscano, Enzo Mastropietro, Renzo Danesi e D’Ortenzi, ma tutti nel giro di poco tempo vennero rimessi in libertà.

Solo con il pentimento di Abbatino si arriverà a una svolta per l’omicidio Grazioli con il processo del 1995.
Coinvolto nel maxiprocesso alla Banda, il 23 luglio 1996 venne assolto “per non aver commesso il fatto”, decisione confermata in appello il 27 febbraio 1998.

## Mazzocchio
La figura di D'Ortenzi ha ispirato il personaggio di Mazzocchio nel libro Romanzo criminale, scritto nel 2002 da Giancarlo De Cataldo e riferito alle vicende realmente avvenute della Banda della Magliana.